# Tesco Value (album)
Uzasadnienie:  artykuł tożsamy
Tesco Value – debiutancki album zespołu Tesco Value, wydany 4 kwietnia 2002 roku przez duńską wytwórnię Cope Records.
3 października 2008 ukazała się w Polsce podwójna reedycja albumu, zawierająca dodatkowo zapis koncertu w barze Kulkafeen w Kopenhadze z 2003 roku. Reedycja uzyskała w Polsce status złotej płyty.

## Twórcy
- Czesław Mozil – wokal
- Linda Edsjo – perkusja i bębny
- Martin Bennebo – akordeon
- Daniel Heloy Davidsen – gitara
- Magdalena Entell – kontrabas

## Lista utworów
1. Song of an emigrant (4:14)
2. Catchy Kathy (3:05)
3. A toast for the host (2:35)
4. Metamorphosis (4:40)
5. ScAryzona (3:54)
6. Violin Girl (3:50)
7. Shame on you stone turtle (2:43)
8. Perversities in D-minor (4:08)
9. Fischikella (6:21)